# Gare de Porrentruy
La gare de Porrentruy est une gare ferroviaire suisse des lignes de Delémont à Delle et de Porrentruy à Bonfol. Elle est située sur la place de la Gare, à environ 500 mètres au nord-est du centre de la ville de Porrentruy, dans le canton du Jura.
Cette gare des Chemins de fer fédéraux suisses (CFF) est desservie par des trains RER trinational de Bâle, RegioExpress et Regio.

## Situation ferroviaire
Établie à 423 mètres d'altitude, la gare de Porrentruy est située au point kilométrique (PK) 112,87 de la ligne de Delémont à Delle, entre les gares de Courgenay et de Courchavon.
Gare de Bifurcation, elle est également l'origine au PK 0,000 de la ligne de Porrentruy à Bonfol, avant la gare d'Alle.

## Histoire
L'arrivée du chemin de fer dans la ville devient concret, en 1869, avec l'achat d'un terrain pour construire une gare, par le comité du chemin de fer Porrentruy-Delle. L'ouverture du chantier de construction, avec la pose de la première pierre, a lieu le 15 juillet 1871. La gare de Porrentruy est mise en service le 23 septembre 1872 par la Compagnie du chemin de fer de Porrentruy à Delle (PD), lorsqu'elle ouvre à l'exploitation sa ligne vers la frontière entre la Suisse et la France, et la gare de Delle.
En 2017, le buffet de la gare, propriété des CFF, est fermé d'août à novembre pour d'importants travaux, concernant principalement la modernisation de la cuisine et des sanitaires, mais aussi un « rafraîchissement » du bar et du restaurant. L'inauguration a lieu le 5 décembre 2017 et l'établissement ouvre de nouveau avec le même gérant.

## Service des voyageurs

### Desserte
Porrentruy est desservi par des trains RegioExpress sur la relation Biel/Bienne (ou Delémont) – Delle (ou Meroux (TGV), par des trains de la ligne S3 du RER trinational de Bâle sur la relation Olten – Porrentruy (terminus) et par des trains Regio sur la relation Porrentruy - Bonfol (ou Alle).